# Misano di Gera d'Adda
Misano di Gera d'Adda es una localidad y comune italiana de la provincia de Bérgamo, región de Lombardía, con 2.988 habitantes.

## Evolución demográfica
| Gráfica de evolución demográfica de Misano di Gera d'Adda entre 1861 y 2001 |
|                                                                             |
| Fuente ISTAT - elaboración gráfica de Wikipedia                             |